# Borrells
Borrells o Burrells és una masia situada al poble de Lladurs, al municipi del mateix nom (Solsonès).